# 东八里乡
东八里乡，是中华人民共和国河北省张家口怀来县下辖的一个乡镇级行政单位。

## 行政区划
东八里乡下辖以下地区：
东八里村、上八里村、下八里村、永丰堡村、王李房村和武家堡村。